# NGC 7610
NGC 7610 est une galaxie spirale située dans la constellation de Pégase. Sa vitesse par rapport au fond diffus cosmologique est de 3 184 ± 26 km/s, ce qui correspond à une distance de Hubble de 47,0 ± 3,3 Mpc (∼153 millions d'al). NGC 7610 a été découverte par l'astronome britannique Andrew Ainslie Common en 1880.
La classe de luminosité de NGC 7610 est III-IV et elle présente une large raie HI.
Les avis différent sur la classification de NGC 7610. Selon Wolfgang Steinicke et le professeur Seligman, il s'agit d'une galaxie spirale barrée (SB),. Pour la base de données HyperLeda, c'est une galaxie spirale intermédiaire (SAB) et pour NASA/IPAC, une galaxie spirale ordinaire de même que pour Simbad),. L'image du relevé SDSS ne montre pas de barre nette au centre de la galaxie, mais des bras qui ne partent pas du bulbe galactique. Par conséquent, la classification en tant que galaxie spirale ordinaire ou intermédiaire semble mieux décrire NGC 7610.
En raison d'une brillance de surface égale à 14,69 mag/am2, on peut qualifier NGC 7610 de galaxie à faible brillance de surface (LSB en anglais pour low surface brightness). Les galaxies LSB sont des galaxies diffuses (D) avec une brillance de surface inférieure de moins d'une magnitude à celle du ciel nocturne ambiant.
Selon un article publié en 2022, la masse de gaz froid de NGC 7610 est de (4,2 ± 0,7) × 109 {\displaystyle M_{\odot }} ce qui représente une fraction égale à 0,26 ± 0,04 de la masse de la galaxie. Ces données permettent de calculer la masse de la galaxie, calcul qui donne une masse de 1,62 ± 0,052 x 10{\displaystyle M_{\odot }}.
À ce jour, sept mesures non basées sur le décalage vers le rouge (redshift) donnent une distance de 38,671 ± 11,602 Mpc (∼126 millions d'al), ce qui est à l'intérieur des valeurs de la distance de Hubble en raison de l'incertitude très grande des mesures indépendante du décalage. Notons de plus que c'est avec la valeur moyenne des mesures indépendantes, lorsqu'elles existent, que la base de données NASA/IPAC calcule le diamètre d'une galaxie et qu'en conséquence le diamètre de NGC 7610 pourrait être d'environ 16,7 kpc (∼54 500 al) si on utilisait la distance de Hubble pour le calculer.

## Double désignation (NGC 7616)

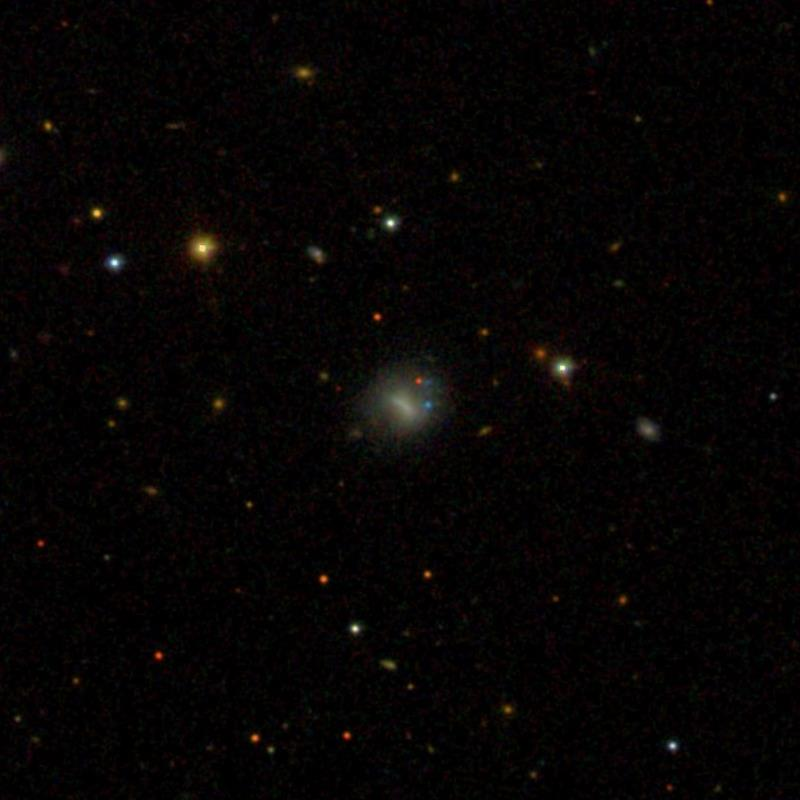
La galaxie PGC 71073 ; NGC 7616 selon les bases de données Simbad et HyperLeda (image SDSS).

NGC 7610 est aussi désignée NGC 7616 dans le catalogue NGC. Cette seconde désignation provient probablement, selon Harold Corwin, d'une erreur d'identification de NGC 7610, Andrew Ainslie Common ayant enregistré la position de celle-ci à deux endroits différents. Les coordonnées indiquées par Andrew pour NGC 7616, au Sud-Ouest de NGC 7610, ne montrent rien à cet emplacement,.
Les bases de données astronomiques Simbad et HyperLeda identifient NGC 7616 à PGC 71073,, une galaxie située en arrière-plan (à une distance de Hubble de 107,21 ± 7,51 Mpc (∼350 millions d'al)), à proximité des coordonnées indiquées par Andrew pour NGC 7616.

## Supernova
La supernova SN 2013fs a été découverte dans NGC 7610 le 7 octobre 2013 par l'astronome japonais K.Itagaki. D'une magnitude apparente de 16,5 au moment de sa découverte, elle était de type IIP.

## Groupe de NGC 7619
Selon A. M. Garcia, NGC 7611 est membre du groupe de NGC 7619. Selon lui, ce groupe de galaxies renferme au moins 25 membres. Mais, selon un article plus récent publié par Levy et ses collègues en 2007, certaines galaxies retenues par Garcia font aussi partie d'un groupe de galaxies situé dans le centre de l'amas de Pégasus I,. Selon cet article, ce groupe renfermerait 30 galaxies. La galaxie NGC 7611 est dans la liste de Garcia. Sengupta et coll. font aussi mention de ce groupe dans un article plublié en 2006. Ils n'incluent que 17 galaxies, toutes émettrices de rayon X, dont NGC 7611, mais elles se retrouvent soit dans le liste de Garcia ou dans celle de Levy et souvent dans les deux listes, à l'exception de KUG 2318+079B. La galaxie CGCG 406-086 est une autre désignation pour KUG 2318+079B qui est dans la liste de Levy. De même la désignation Z406-086 est la galaxie CGCG 406-086. En ajoutant la galaxie KUG 2318+079B, on obtient un total d'au moins 43 membres pour ce groupe. Cependant, la galaxie désignée comme [OB97] P05-6 dans la liste de Levy est introuvable dans toutes les sources consultées. Le calcul de la distance moyenne du groupe a donc pris en compte 42 galaxies. Abraham Mahtessian mentionne aussi l'existence de ce groupe, mais toutes les galaxies qu'il inclue dans celui-ci sont aussi dans la liste de Garcia.
La moyenne des distances et des incertitudes des galaxies de la liste de Garcia est de 47,5 ± 3,3 Mpc (∼155 millions d'al) et celle de Levy et ses collègues est de 49,7 ± 3,5 Mpc (∼162 millions d'al). La moyenne des distances et des incertitudes des galaxies des deux groupes réunis est de 49,1 ± 3,9 Mpc (∼160 millions d'al).